# Pływanie na Letnich Igrzyskach Olimpijskich 1972 – 100 m stylem grzbietowym mężczyzn
100 m stylem grzbietowym mężczyzn – jedna z konkurencji pływackich rozgrywanych podczas XX Igrzysk Olimpijskich w Monachium. Eliminacje i półfinały odbyły się 28 sierpnia, a finał 29 sierpnia 1972 roku.
Tytuł mistrza olimpijskiego obronił reprezentant NRD, Roland Matthes, ustanawiając nowy rekord olimpijski (56,58). Pozostałe miejsca na podium zajęli Amerykanie: srebro zdobył Michael Stamm (57,70), a brąz wywalczył John Murphy, który uzyskał czas 58,35 i o 0,07 s wyprzedził swojego rodaka Mitcha Iveya.
Dzień wcześniej, w eliminacjach rekord olimpijski poprawiali kolejno: Michael Stamm i Mitch Ivey, który kilka godzin później w półfinale także pobił rekord igrzysk.

## Rekordy
Przed zawodami rekord świata i rekord olimpijski wyglądały następująco:
| Rekord            | Zawodnik       | Czas | Miejsce | Data                 |       |
| ----------------- | -------------- | ---- | ------- | -------------------- | ----- |
| Rekord świata     | Roland Matthes | 56,3 | Moskwa  | 8 kwietnia 1972      | [ 1 ] |
| Rekord olimpijski | Roland Matthes | 58,7 | Meksyk  | 22 października 1968 | [ 2 ] |

W trakcie zawodów ustanowiono następujące rekordy:
| Data        | Etap konkurencji      | Zawodnik       | Czas  | Rekord |
| ----------- | --------------------- | -------------- | ----- | ------ |
| 28 sierpnia | wyścig eliminacyjny 4 | Michael Stamm  | 58,63 | OR     |
| 28 sierpnia | wyścig eliminacyjny 5 | Mitch Ivey     | 58,15 | OR     |
| 28 sierpnia | półfinał 2            | Mitch Ivey     | 57,99 | OR     |
| 29 sierpnia | finał                 | Roland Matthes | 56,58 | OR     |

4 września Roland Matthes ustanowił nowy rekord świata (56,30) na pierwszej zmianie sztafety 4 × 100 m stylem zmiennym.

## Wyniki

### Eliminacje
| Miejsce | Wyścig | Zawodnik                | Państwo           | Czas    | Uwagi |
| ------- | ------ | ----------------------- | ----------------- | ------- | ----- |
| 1.      | 5      | Mitch Ivey              | Stany Zjednoczone | 58,15   | Q,    |
| 2.      | 4      | Michael Stamm           | Stany Zjednoczone | 58,63   | Q     |
| 3.      | 3      | John Murphy             | Stany Zjednoczone | 59,93   | Q     |
| 4.      | 6      | Roland Matthes          | NRD               | 1:00,01 | Q     |
| 5.      | 1      | Igor Griwiennikow       | ZSRR              | 1:00,05 | Q     |
| 6.      | 4      | Lutz Wanja              | NRD               | 1:00,62 | Q     |
| 7.      | 6      | Jürgen Krüger           | NRD               | 1:00,65 | Q     |
| 8.      | 2      | Bob Schoutsen           | Holandia          | 1:00,76 | Q     |
| 9.      | 5      | Erik Fish               | Kanada            | 1:00,81 | Q     |
| 10.     | 3      | Ejvind Pedersen         | Dania             | 1:00,83 | Q     |
| 10.     | 6      | Jean-Paul Berjeau       | Francja           | 1:00,83 | Q     |
| 12.     | 3      | Tadashi Honda           | Japonia           | 1:00,89 | Q     |
| 13.     | 5      | Nenad Miloš             | Jugosławia        | 1:00,94 | Q     |
| 14.     | 6      | Michael Richards        | Wielka Brytania   | 1:01,03 | Q     |
| 15.     | 5      | Clive Rushton           | Wielka Brytania   | 1:01,07 | Q     |
| 16.     | 3      | Ian MacKenzie           | Kanada            | 1:01,11 | Q     |
| 17.     | 1      | Zoltán Verrasztó        | Węgry             | 1:01,13 |       |
| 17.     | 4      | Pierre Baehr            | Francja           | 1:01,13 |       |
| 19.     | 2      | Lars Børgesen           | Dania             | 1:01,23 |       |
| 20.     | 4      | Colin Cunningham        | Wielka Brytania   | 1:01,28 |       |
| 21.     | 4      | Anders SandbergΖ        | Szwecja           | 1:01,41 |       |
| 22.     | 3      | Helmut Podolan          | Austria           | 1:01,49 |       |
| 23.     | 2      | László Cseh             | Węgry             | 1:01,63 |       |
| 24.     | 1      | Clay Evans              | Kanada            | 1:01,69 |       |
| 25.     | 3      | Piotr Dłucik            | Polska            | 1:01,94 | NR    |
| 26.     | 6      | Róbert Rudolf           | Węgry             | 1:02,34 |       |
| 27.     | 2      | José Santibáñez         | Meksyk            | 1:02,46 |       |
| 28.     | 3      | Andreas Weber           | RFN               | 1:02,49 |       |
| 29.     | 2      | Predrag Miloš           | Jugosławia        | 1:03,02 |       |
| 30.     | 1      | Rômulo Arantes          | Brazylia          | 1:03,18 |       |
| 31.     | 1      | Hsu Tung-hsiung         | Republika Chińska | 1:03,31 |       |
| 32.     | 2      | Gustavo González        | Argentyna         | 1:04,16 |       |
| 33.     | 6      | Amin Ahmed Adel Youssef | Egipt             | 1:04,40 |       |
| 34.     | 4      | Neil Martin             | Australia         | 1:05,13 |       |
| 35.     | 1      | Sergio Hasbún           | Salwador          | 1:06,53 |       |
| 36.     | 2      | Gerardo Rosario         | Filipiny          | 1:06,85 |       |
| 37.     | 1      | Sarun Van               | Kambodża          | 1:07,26 |       |
| 38.     | 6      | Chiang Jin Choon        | Malezja           | 1:07,65 |       |
| 39.     | 5      | Mark Crocker            | Hongkong          | 1:11,20 |       |

### Półfinały

#### Półfinał 1
| Miejsce | Zawodnik          | Państwo           | Czas    | Uwagi |
| ------- | ----------------- | ----------------- | ------- | ----- |
| 1.      | Roland Matthes    | NRD               | 58,44   | Q     |
| 2.      | Michael Stamm     | Stany Zjednoczone | 58,74   | Q     |
| 3.      | Lutz Wanja        | NRD               | 59,83   | Q     |
| 4.      | Tadashi Honda     | Japonia           | 1:00,43 | Q     |
| 5.      | Bob Schoutsen     | Holandia          | 1:00,48 |       |
| 6.      | Jean-Paul Berjeau | Francja           | 1:00,59 |       |
| 7.      | Ian MacKenzie     | Kanada            | 1:00,92 |       |
| 8.      | Michael Richards  | Wielka Brytania   | 1:01,27 |       |

#### Półfinał 2
| Miejsce | Zawodnik          | Państwo           | Czas    | Uwagi |
| ------- | ----------------- | ----------------- | ------- | ----- |
| 1.      | Mitch Ivey        | Stany Zjednoczone | 57,99   | Q,    |
| 2.      | John Murphy       | Stany Zjednoczone | 58,64   | Q     |
| 3.      | Igor Griwiennikow | ZSRR              | 59,15   | Q     |
| 4.      | Jürgen Krüger     | NRD               | 1:00,06 | Q     |
| 5.      | Ejvind Pedersen   | Dania             | 1:00,53 |       |
| 6.      | Erik Fish         | Kanada            | 1:00,73 |       |
| 7.      | Clive Rushton     | Wielka Brytania   | 1:01,25 |       |
| 8.      | Nenad Miloš       | Jugosławia        | 1:01,29 |       |

### Finał
| Miejsce | Zawodnik          | Państwo           | Czas    | Uwagi |
| ------- | ----------------- | ----------------- | ------- | ----- |
| 1. !    | Roland Matthes    | NRD               | 56,58   | OR    |
| 2. !    | Michael Stamm     | Stany Zjednoczone | 57,70   |       |
| 3. !    | John Murphy       | Stany Zjednoczone | 58,35   |       |
| 4.      | Mitch Ivey        | Stany Zjednoczone | 58,48   |       |
| 5.      | Igor Griwiennikow | ZSRR              | 59,50   |       |
| 6.      | Lutz Wanja        | NRD               | 59,80   |       |
| 7.      | Jürgen Krüger     | NRD               | 59,80   |       |
| 8.      | Tadashi Honda     | Japonia           | 1:00,41 |       |